# Assassin's Creed (videohra)
Assassin's Creed (někdy nesprávně označovaná jako Assassin's Creed I) je historická hra vydaná v roce 2007 firmou Ubisoft. Odehrává se v období okolo třetí křížové výpravy ve Svaté zemi. Hlavní postavou prvního dílu je Altaïr Ibn-la' Ahád.

## O hře
Hra se odehrává se v období třetí křížové výpravy ve Svaté zemi. Hlavní postavou je Altaïr Ibn-la' Ahád. Altaïr může použít ne moc široké, avšak účinné spektrum zbraní. Patří do něj dýka, vrhací nože, meč a skrytá čepel, která je ikonická v každém dílu série Assassin's Creed. Dále může samozřejmě bojovat i holýma rukama. V traileru bylo možno vidět i kuši, avšak do hry nebyla přidána. Skrytá čepel je Altaïrovou hlavní zbraní, která mu umožňuje provádět nenápadné vraždy. Na levé ruce nosí Altaïr chránič předloktí, na jehož spodní straně je skrytá čepel. Altaïrovi byl obřadně useknut prsteníček levé ruky, právě proto, aby se mohla čepel pohodlně vysunout a neporanila ho. Altaïrovým mistrem je Al Mualim, který mu dává za úkol zavraždit křižácké, templářské i saracénské vůdce ve třech městech: Jeruzalémě, Acre a Damašku. Cílů je celkem devět, po jejich splnění následuje odhalení pravdy o Al Mualimovi a závěrečná vzpomínka. Hru provází citát: „Nic není pravda, vše je dovoleno“ (anglicky Nothing is true, everything is permitted, heslo asasínů). Významným prvkem hry je pohyb, poněvadž Altaïr není omezen jenom ulicemi, ale je schopný šplhu po střechách a takzvaného „freeruningu“ (akrobatický běh). Hra dává hráči na výběr, zda bude splývat na ulici s davem, anebo bude raději skákat po střechách. Pro dokončení hry je však potřeba zvládat obojí. Tento díl je jediným dílem hry s českým dabingem.

## Děj
Píše se rok 2012. Desmond Miles pracuje jako barman a je náhle unesen a vězněn společností Abstergo Industries. Ve svém DNA má genetické vzpomínky svého prapředka Altaïra Ibn-la' Aháda (v překladu „Ten, kdo létá, syn nikoho“), který patřil k sektě zabijáků asasínů v roce 1191, v průběhu třetí křížové výpravy. Jeho genetické vzpomínky mu pomáhá přehrát stroj zvaný Animus s pomocí dvou vědců, Warrena Vidica a Lucy Stillmanové. Postupně se propracovává vzpomínkami svého předka, dokud se nedostane ke vzpomínce, po které vědci touží. Účelem únosu je takzvaný „Úlomek ráje“ (Piece of Eden), poklad, jenž templáři (hlavní antagonisté hry) nalezli, ale nezískali v roce 1191 pod Šalamounovým chrámem. Asasínům se jej podaří získat a Al Mualim přikáže Altaïrovi zavraždit devět templářských vůdců snažících se získat poklad zpět jako trest za selhání a porušení všech tří pravidel asasínů při získávání Úlomku ráje. V průběhu hry je postupně poodhalována podstata pokladu. Tato, na první pohled bezcenná, zlatá koule se postupně ukáže jako předmět, jenž „vyhnal Adama a Evu z ráje“. Postupně se pak ukáže, že tento artefakt (ve skutečnosti technologie První civilizace – vysoce vyspělé, dávno vyhynulé rasy) je schopný klamat lidskou mysl a ovládat tak lidi, čehož chce zneužít Al Mualim a změnit svět k obrazu svému. Na poslední chvíli si to Altaïr uvědomí a Al Mualimovi v tom zabrání. Samotný Úlomek pak zobrazí hologram s umístěním dalších podobných artefaktů. Desmondovi věznitelé se nakonec ukážou být dnešními potomky templářů, kteří se stejně jako před stovkami let snaží nastolit nový světový řád pomocí těchto artefaktů...

## Director's cut edition
Director's cut edition je speciální edice, díky níž si lze užít pět dalších typů vyšetřování: Útěk po střechách, Tichou eliminaci lučištníka, Doprovod, Zničení stánku a Vraždu.